# Kanał Amubucharski
Kanał Amubucharski (uzb.: Amu-Buxoro kanali; Amu-Buxoro mashina kanali; turkm.: Amy-Buhara kanaly; ros.: Аму-Бухарский канал, Amu-Bucharskij kanał) – kanał w południowym Uzbekistanie i częściowo w Turkmenistanie. 
Rozpoczyna się na prawym brzegu Amu-darii w pobliżu Türkmenabatu (100 metrów poniżej tzw. Oazy Bucharskiej, do której dostarcza wodę) i kończy się wieloma odgałęzieniami w oazie bucharskiej. Łączna długość kanału wraz z wszystkimi jego odgałęzieniami to ok. 400 km. Jego budowę ukończono w 1976 roku. Powstał w celu zwiększenia dostaw wody dla rolnictwa w wilajecie bucharskim i nawojskim oraz lepszego zaopatrzenia w wodę Buchary i okolicznych miejscowości. W skład Kanału Amubucharskiego wchodzi ok. 65 budowli hydrotechnicznych, w tym przepompowni podających wodę wzwyż, do starego systemu irygacyjnego Zarafszanu. Podczas budowy konieczne było kruszenie twardych skał za pomocą wybuchów sterowanych komputerowo.